# Agabus galamensis
Agabus galamensis là một loài bọ cánh cứng trong họ Bọ nước. Loài này được Nilsson miêu tả khoa học năm 1992.